# Мік Пойнтер
Мік Пойнтер (англ. Mick Pointer; 22 липня 1956, Брілл, Бакінгемшир, Англія) — один із засновників та ударник першого складу британського прогресивного рок-гурту Marillion. Він був звільнений з гурту рештою колективу після видання їхнього першого студійного альбому Script for a Jester's Tear у 1983 р. Після випробувань декількох інших ударників гурт нарешті замінив його на Іана Мозлі.
За висловлюванням Фіша, пісня Assassing з альбому Fugazi 1984 р. пов'язана зокрема зі звільненням членів гурту за ранні роки Marillion.
Пізніше, після тривалої перерви, Пойнтер сформував гурт Arena разом із Клайвом Ноланом.